# Kumertau
Kumertau (baškirsky i rusky Кумертау) je město v Baškortostánu v Ruské federaci. Při sčítání lidu v roce 2010 mělo bezmála třiašedesát tisíc obyvatel.

## Poloha
Kumertau leží na západním kraji Jižního Uralu. Od Ufy, hlavního města republiky, je vzdáleno přibližně 240 kilometrů jižně.

## Dějiny
Kumertau bylo založeno v roce 1947 v souvislosti s těžbou hnědého uhlí. Už v roce 1949 získalo status sídla městského typu a v roce 1953 se stalo městem.

### Rodáci
- Jurij Vasiljevič Šatunov (1973–2022), zpěvák